# Nicole Melichar-Martinez
Nicole Melichar-Martinez (Brno, 29 de Julho de 1993) é uma tenista profissional americana, especialista em duplas. Tem como melhor ranking o 9º em duplas (2021). Conquistou 10 títulos no circuito WTA na mesma categoria e um troféu do Grand Slam de duplas mistas (Wimbledon de 2018).

## Vida pessoal
Em 2021, se formou na Indiana University East em Comunicação Social e, em 16 de julho, casou-se com o técnico Carlos Martinez. Adicionou o nome de casada profissionalmente a partir do US Open de 2021.

## Finais

### Circuito WTA

#### Duplas (10 títulos, 13 vices)
- Títulos

1. WTA de Charleston, 04/2021: com  Demi Schuurs, venceu  Marie Bouzková/ Lucie Hradecká por 6–2, 6–4;
2. WTA de Doha, 03/2021: com  Demi Schuurs, venceu  Monica Niculescu/ Jeļena Ostapenko por 6–2, 2–6, [10–8];
3. WTA de Estrasburgo, 09/2020: com  Demi Schuurs, venceu  Hayley Carter/ Luisa Stefani por 6–4, 6–3;
4. WTA de Adelaide, 01/2020: com  Xu Yifan, venceu  Gabriela Dabrowski/ Darija Jurak por 2–6, 7–5, [10–5];
5. WTA de Zhengzhou, 09/2019: com  Květa Peschke, venceu  Yanina Wickmayer/ Tamara Zidanšek por 6–1, 7–62;
6. WTA de San José, 08/2019: com  Květa Peschke, venceu  Shuko Aoyama/ Ena Shibahara por 6–4, 6–4;
7. WTA de Brisbane, 01/2019: com  Květa Peschke, venceu  Chan Hao-ching/ Latisha Chan por 6–1, 6–1;
8. WTA de Tianjin, 10/2018: com  Květa Peschke, venceu  Monique Adamczak/ Jessica Moore por 6–4, 6–2;
9. WTA de Praga, 05/2018: com  Květa Peschke, venceu  Mihaela Buzărnescu/ Lidziya Marozava por 6–4, 6–2;
10. WTA de Nuremberg, 05/2017: com  Anna Smith, venceu  Kirsten Flipkens/ Johanna Larsson por 3–6, 6–3, [11–9].

#### Duplas mistas (1 título)
1. Torneio de Wimbledon de 2018: com  Alexander Peya, venceu  Victoria Azarenka/ Jamie Murray por 7–61, 6–3.